# Xã Grove, Quận Taylor, Iowa
Xã Grove (tiếng Anh: Grove Township) là một xã thuộc quận Taylor, tiểu bang Iowa, Hoa Kỳ. Năm 2010, dân số của xã này là 134 người.